# Saint-Patrice-du-Désert
Saint-Patrice-du-Désert – miejscowość i gmina we Francji, w regionie Normandia, w departamencie Orne.
Według danych na rok 1990 gminę zamieszkiwały 193 osoby, a gęstość zaludnienia wynosiła 9 osób/km² (wśród 1815 gmin Dolnej Normandii Saint-Patrice-du-Désert plasuje się na 693. miejscu pod względem liczby ludności, natomiast pod względem powierzchni na miejscu 103.).